# 宜昌女贞
宜昌女贞（学名：Ligustrum strongylophyllum）是木犀科女贞属的植物，为中国的特有植物。分布于中国大陆的陕西、湖北、四川、甘肃等地，生长于海拔300米至2,500米的地区，见于山顶灌丛中或河边沟旁，目前尚未由人工引种栽培。